# Lycoriella ventrosa
Lycoriella ventrosa is een muggensoort uit de familie van de rouwmuggen (Sciaridae). De wetenschappelijke naam van de soort is voor het eerst geldig gepubliceerd in 1941 door Lengersdorf.